# 卓英璘
卓英璘（8世纪？—777年），唐朝金州（今陕西省安康市）人。
金州通过卓英璘得以授官的有一百多人，豪强乡曲，聚无赖少年以等待变局，其兄卓英倩是宰相元载的主书，卓英璘仗恃元载的权势，州县官员不敢问。大曆十二年（777年）三月，元载有罪伏诛，卓英倩受到牵连被处决。四月，卓英璘盗库兵据险反叛。唐代宗下诏征发禁兵及山南西道兵共二千人讨捕，六月，金州刺史孙道平将他擒杀。